# Mirella Banti
Mirella Banti, pseudonimo di Mirella Bufalini (Marciana Marina, 16 dicembre 1964), è un'attrice italiana.

## Filmografia

### Cinema
- Tenebre, regia di Dario Argento (1982)
- Si ringrazia la regione Puglia per averci fornito i milanesi, regia di Mariano Laurenti (1982)
- Acapulco, prima spiaggia... a sinistra, regia di Sergio Martino (1983)
- State buoni se potete, regia di Luigi Magni (1983)
- Al bar dello sport, regia di Francesco Massaro (1983)
- La casa delle orchidee, regia di Derek Ford (1983)
- Vivre pour survivre, regia di Jean-Marie Pallardy (1984)
- La più bella del reame, regia di Cesare Ferrario (1989)
- Top Model 2, regia di Pasquale Fanetti (1990)
- Appuntamento in nero, regia di Antonio Bonifacio (1990)
- Mezzaestate, regia di Daniele Costantini (1991)
- Nostalgia di un piccolo grande amore, regia di Antonio Bonifacio (1991)
- Favola crudele, regia di Roberto Leoni (1991)
- Il bar del cult, regia di Mirko Zullo – docufilm (2025) - se stessa

### Televisione
- Nucleo zero, regia di Carlo Lizzani – film TV (1984)
- Due assi per un turbo – serie TV, episodio 1x12 (1987)
- Il generale, regia di Luigi Magni – miniserie TV (1987)
- Addio e ritorno, regia di Rodolfo Roberti – film TV (1995)
- La signora della città, regia di Beppe Cino – miniserie TV (1996)
- Angelo nero, regia di Roberto Rocco – miniserie TV (1998)